# Sylvie Grumbach

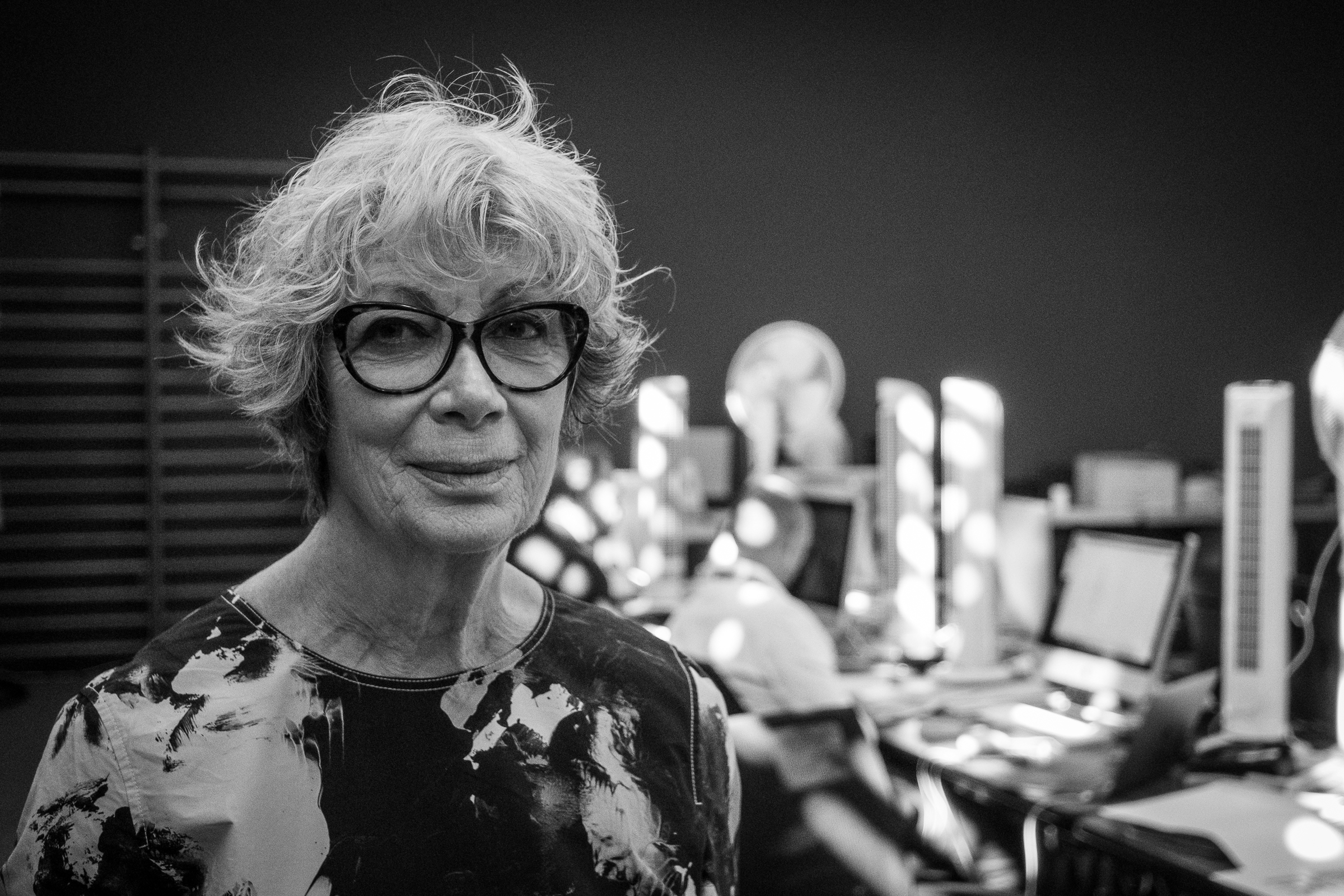
Sylvie Grumbach en 2019

Sylvie Grumbach (nacida el 22 de marzo de 1947) es la directora creativa y fundadora de 2e Bureau. Ha sido editora de moda y oficial de prensa de varios diseñadores. Antes de esto trabajó como agregado de prensa en Le Palace,una discoteca en París.

## Biografía
Grumbach nació el 22 de marzo de 1947 en París. Ella es la nieta de un diseñador de moda parisino y hermana de Didier Grumbach. Su abuelo, Cerf Mendes-France, fundó la empresa de ropa C.Mendes en 1902. Su tío materno es Pierre Mendes France, expresidente del Consejo de la Cuarta República.
Grumbach ha sido editor de moda y agregado de prensa para los diseñadores Emanuel Ungaro, Valentino, Vivienne Westwoody Kohji Tatsuno.

### Le Palace
Grumbach trabajó como agregado de prensa en Le Palace,un club nocturno en París que fue notable durante las décadas de 1970 y 1980. Después de la muerte de Fabrice Emaer, abandonó el club. En 2004 Colin Ledoux entrevistó a Grumbach para su documental, Rose Palace, que se centró en el club.

### 2e Bureau
2e Bureau fue creado por Grumbach el 26 de abril de 1984 y ha estado participando en eventos como Visa pour l'Image en Perpiñán desde 1989. Su nombre es un juego de palabras. El 2eme Bureau era el nombre del servicio secreto francés durante la guerra. Grumbach eligió este nombre para subrayar el hecho de que tiene la intención de que su agencia sea como la segunda oficina de sus clientes, una indicación de su compromiso. Las marcas extranjeras tienen primeras oficinas ubicadas en otros países, por lo que 2e Bureau tiene como objetivo ser su promoción y comunicación en Francia.
Ha colaborado con personas en moda, fotografía, literatura, trabajo humanitario, diseño, alimentación, turismo, como Motorola,Nokia, Swatch,Festival de Hyères, Paris Photo, Première Vision, Salon de la Photo, Azzedine Alaia y World Press Photo. Su objetivo es reunir a empresas de diferentes industrias para colaborar.